# NGC 7038
NGC 7038 is een balkspiraalstelsel in het sterrenbeeld Indiaan. Het hemelobject werd op 30 september 1834 ontdekt door de Britse astronoom John Herschel.

## Synoniemen
- ESO 286-79
- FAIR 960
- AM 2111-472
- IRAS 21117-4725
- PGC 66414